# فيريبوري دوري
فيريبوري دوري (بالفرنسية: Férébory Doré)‏ (مواليد 21 يناير 1989) هو لاعب كرة قدم كونغولي يلعب حاليًا لصالح نادي سي إف آر كلوج الروماني على سبيل الإعارة من بوتيف بلوفديف.

## إحصائيات

### المنتخب
آخر تحديث 31 يناير 2015.
| الكونغو | الكونغو | الكونغو |
| السنة   | الظهور  | الأهداف |
| ------- | ------- | ------- |
| 2010    | 1       | 0       |
| 2011    | 0       | 0       |
| 2012    | 4       | 0       |
| 2013    | 4       | 0       |
| 2014    | 9       | 3       |
| 2015    | 4       | 1       |
| المجموع | 22      | 4       |

### الأهداف الدولية
أهداف منتخب الكونغو في النتيجة تظهر على اليمين.
| #  | التاريخ        | الملعب                                     | المنافس                     | الهدف | النتيجة | البطولة                         |
| -- | -------------- | ------------------------------------------ | --------------------------- | ----- | ------- | ------------------------------- |
| 1. | 1 يونيو 2014   | الملعب الوطني، بوينت نوار، جمهورية الكونغو | ناميبيا                     | 2–0   | 3–0     | تصفيات كأس الأمم الأفريقية 2015 |
| 2. | 20 يوليو 2014  | الملعب الوطني، بوينت نوار، جمهورية الكونغو | رواندا                      | 2–0   | 2–0     | تصفيات كأس الأمم الأفريقية 2015 |
| 3. | 10 سبتمبر 2014 | الملعب الوطني، بوينت نوار، جمهورية الكونغو | السودان                     | 1–0   | 2–0     | تصفيات كأس الأمم الأفريقية 2015 |
| 4. | 31 يناير 2015  | ملعب باتا، باتا، غينيا الاستوائية          | جمهورية الكونغو الديمقراطية | 1–0   | 2–4     | كأس الأمم الأفريقية 2015        |

### النادي
آخر تحديث 7 ديسمبر 2014.
| النادي        | النادي          | النادي                        | الدوري | الدوري  | الكأس       | الكأس       | القارة | القارة  | المجموع | المجموع |
| الموسم        | النادي          | الدوري                        | الظهور | الأهداف | الظهور      | الأهداف     | الظهور | الأهداف | الظهور  | الأهداف |
| فرنسا         | فرنسا           | فرنسا                         | الدوري | الدوري  | كأس فرنسا   | كأس فرنسا   | أوروبا | أوروبا  | المجموع | المجموع |
| ------------- | --------------- | ----------------------------- | ------ | ------- | ----------- | ----------- | ------ | ------- | ------- | ------- |
| 2009–10       | أنجيه           | الدوري الفرنسي الدرجة الثانية | 6      | 1       | 1           | 0           | 0      | 0       | 7       | 1       |
| 2010–11       | أنجيه           | الدوري الفرنسي الدرجة الثانية | 33     | 4       | 6           | 3           | 0      | 0       | 39      | 7       |
| 2011–12       | أنجيه           | الدوري الفرنسي الدرجة الثانية | 32     | 3       | 3           | 0           | 0      | 0       | 35      | 3       |
| 2012–13       | أنجيه           | الدوري الفرنسي الدرجة الثانية | 34     | 3       | 1           | 0           | 0      | 0       | 35      | 3       |
| Total         |                 |                               | 105    | 11      | 11          | 3           | 0      | 0       | 116     | 14      |
| رومانيا       | رومانيا         | رومانيا                       | الدوري | الدوري  | كأس رومانيا | كأس رومانيا | أوروبا | أوروبا  | المجموع | المجموع |
| 2013–14       | بترولول بلويشتي | الدوري الروماني الدرجة الأولى | 16     | 5       | 1           | 1           | 4      | 0       | 21      | 6       |
| المجموع       |                 |                               | 16     | 5       | 1           | 1           | 4      | 0       | 21      | 6       |
| بلغاريا       | بلغاريا         | بلغاريا                       | الدوري | الدوري  | كأس بلغاريا | كأس بلغاريا | أوروبا | أوروبا  | المجموع | المجموع |
| 2013–14       | بوتيف بلوفديف   | الدوري البلغاري الممتاز       | 12     | 4       | 4           | 3           | 0      | 0       | 16      | 7       |
| المجموع       |                 |                               | 12     | 4       | 4           | 3           | 0      | 0       | 16      | 7       |
| رومانيا       | رومانيا         | رومانيا                       | الدوري | الدوري  | كأس رومانيا | كأس رومانيا | أوروبا | أوروبا  | المجموع | المجموع |
| 2014–15       | سي إف آر كلوج   | الدوري الروماني الدرجة الأولى | 6      | 0       | 1           | 2           | 0      | 0       | 7       | 2       |
| المجموع الكلي | المجموع الكلي   | المجموع الكلي                 | 139    | 20      | 17          | 9           | 4      | 0       | 160     | 29      |

## روابط خارجية
- إحصائيات فيريبوري دوري على كنال+
- فيريبوري دوري على موقع الاتحاد الدولي (مؤرشف)  (الإنجليزية)
- فيريبوري دوري على موقع قاعدة بيانات كرة القدم.إي يو (الإنجليزية)
- فيريبوري دوري على موقع ناشيونال فوتبول تيمز (الإنجليزية)
- فيريبوري دوري على موقع Soccerway.com (الإنجليزية)
- فيريبوري دوري على موقع AS.com (الإسبانية)
- صفحة اللاعب على سوكرواي